# Pollux (lune)
Pour les articles homonymes, voir Pollux.
Pollux (désignation internationale Polydeuces), officiellement Saturne XXXIV Pollux (désignation provisoire S/2004 S 5), est un satellite naturel de Saturne découvert sur des images prises le 21 octobre 2004 par la sonde Cassini-Huygens. L'équipe, menée par Carolyn C. Porco, est créditée dans son ensemble. Peu de détails sont disponibles pour le moment.
Cette lune est co-orbitale avec Dioné et se trouve au point de Lagrange arrière (L5). Néanmoins, des satellites co-orbitaux connus du système saturnien, Pollux est celui qui s'éloigne le plus de son point d'ancrage : jusqu'à 32 degrés d'écart par rapport au point L5.
Son diamètre est estimé à environ 3,5 km.
Le nom de Pollux (Polydeuces en anglais) a été approuvé par l'Union astronomique internationale le 21 janvier 2005. Dans la mythologie grecque, Pollux et Castor sont les frères Dioscures.